# McDonnell Douglas AV-8B Harrier II
O Harrier II é a segunda geração de aviões a jacto STOL/V/STOL de ataque ligeiro, utilizado pelos Corpo de Fuzileiros Navais dos Estados Unidos, Força Aérea Real (RAF), Marinha da Espanha e a Marinha da Itália. O Harrier é conhecido pela sua capacidade de decolagem vertical.

## História
O avião é conhecido por AV-8B Harrier II no seio dos Marines, e pela RAF como GR7/GR9. O AV-8A foi um Hawker-Siddeley Harrier GR.3 não modificado, requisitado pelos Marines. O AV-8B é um redesenho deste avião, incorporando novas asas de compósito, novo cockpit e aviónica, bem como um motor, mais potente. As novas asas possibilitam a decolagem de cargas superiores em peso, bem como de armamento, embora o motor mais potente do Harrier II seja mais lento em 80 km/h (50 mph) que o seu predecessor.
O AV-8B entrou no activo a Janeiro de 1985 com um custo de 21,6 milhões de dólares cada.

## Substituição
É previsto que este avião seja substituído pelo F-35 Lightning II versão B, que também poderá decolar verticalmente.

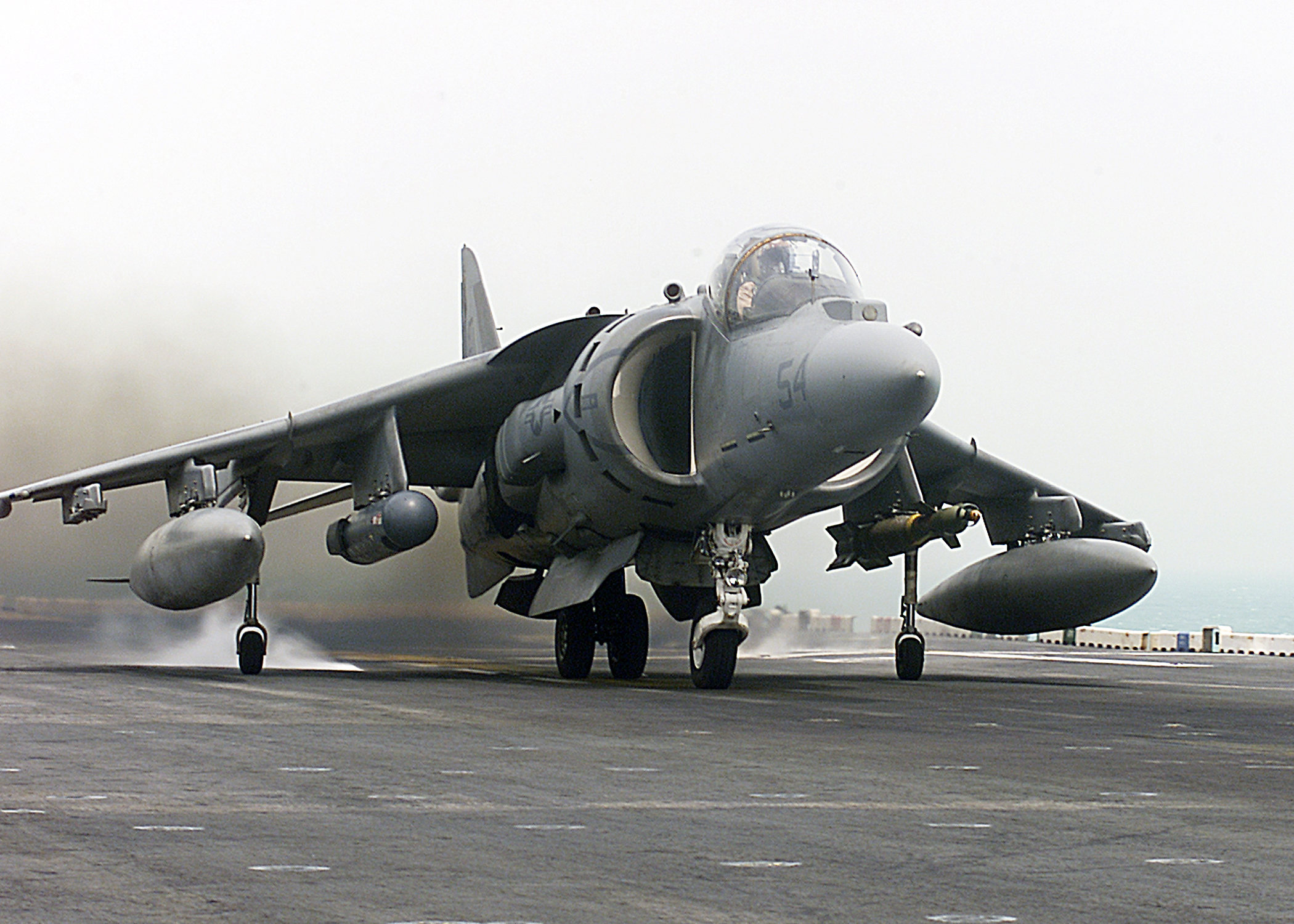
Um Harrier americano.
- Um AV-8B Harrier II do USMC demonstrando as capacidades de voo pairado.
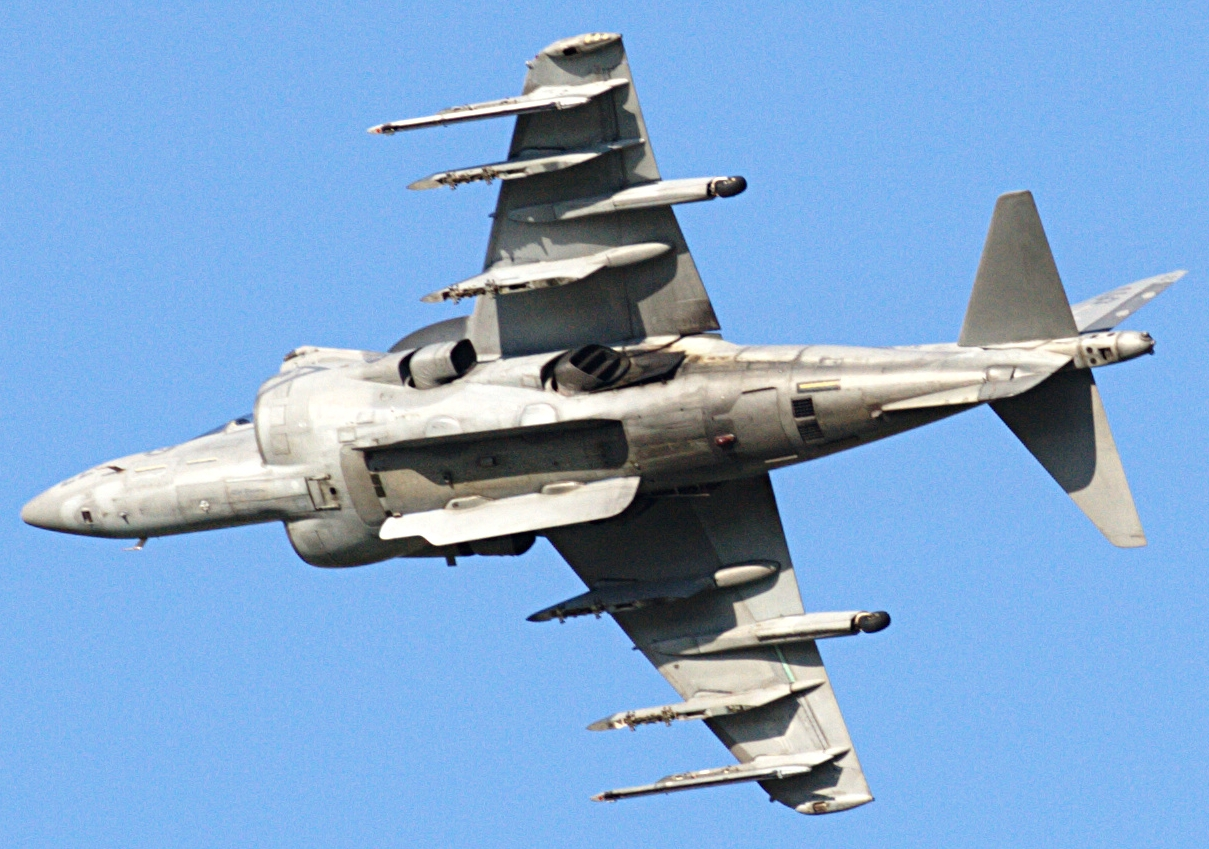
Um AV-8B com a baía de mísseis exposta.
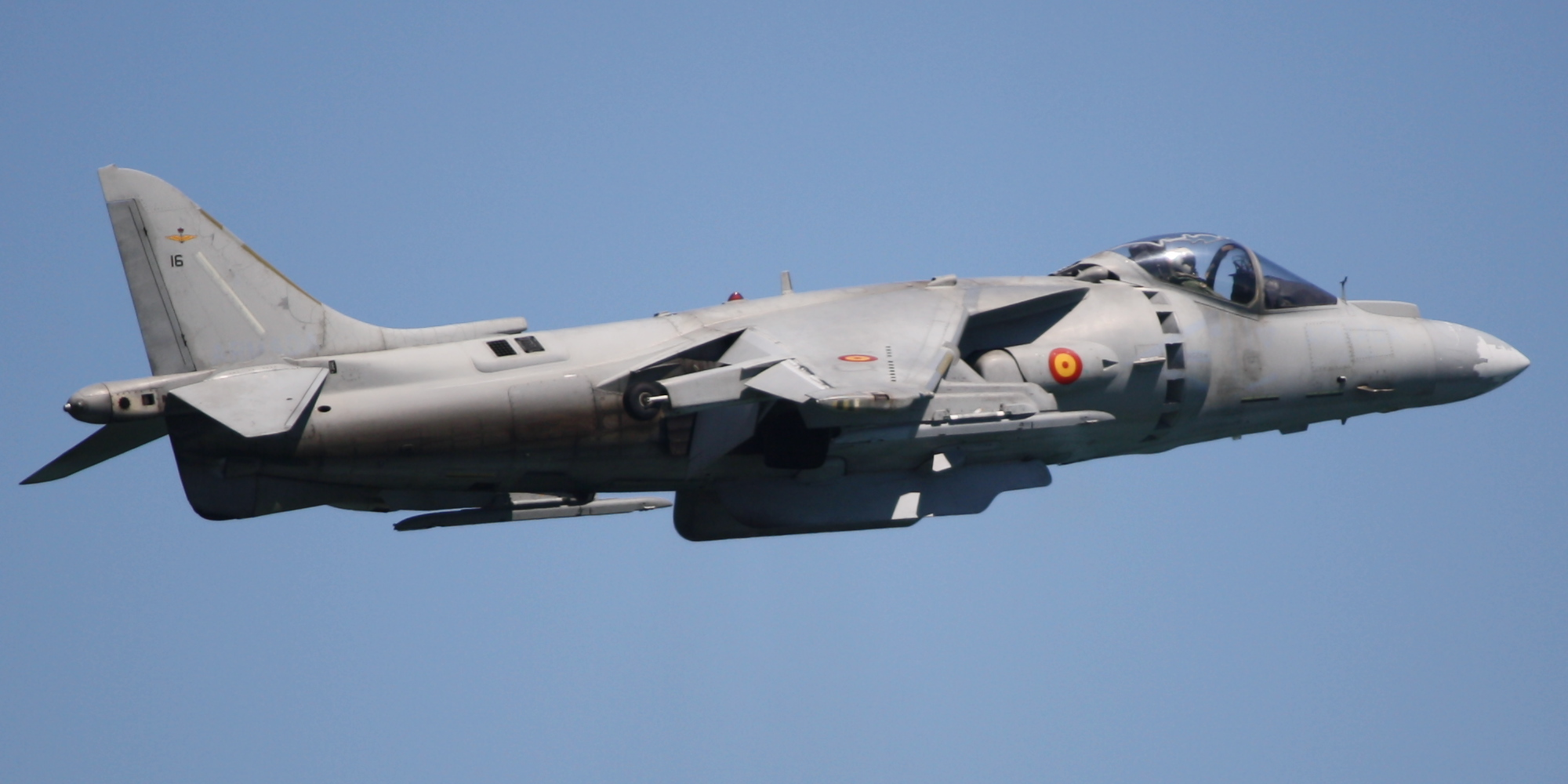
Um AV-8B Harrier espanhol.

## Especificações (AV-8B Harrier II Plus)
Dados de: Nordeen, Boeing, e Airforce-technology.com.
Descrições gerais
- Tripulação: 1
- Comprimento: 14,12 m (46 ft)
- Envergadura: 9,25 m (30 ft)
- Altura: 3,55 m (12 ft)
- Área alar: 22,61 m² (243 ft²)
- Peso vazio: 6 340 kg (14 000 lb)
- Peso bruto (carregado): 10 410 kg (22 900 lb)
- Peso de decolagem: 

  - 14 100 kg (31 100 lb) em decolagem horizontal.
  - 9 415 kg (20 800 lb) em decolagem vertical.

Motorização
- Número de motores: 1x
- Tipo do motor: Turbofan de empuxo vetorial
- Fabricante/modelo: Rolls-Royce F402-RR-408
- Empuxo por motor: 10 700 kgf (23 600 lbf) (105 kN)

Performance
- Velocidade máxima: 1 083 km/h (673 mph)
- Velocidade total em Mach: 0.9 Ma
- Velocidade total em Nó: 584 kn (1 080 km/h)
- Alcance: 2 200 km (1 370 mi)
- Alcance bélico: 556 km (345 mi)
- Razão de subida: 0,074 m/s
- Carga alar: 460,4 kg/m²

Armamentos
- Metralhadoras/canhões: 1x canhão General Dynamics GAU-12 Equalizer 25 mm (0,984 in) tipo gatling de 5 canos
- Número de pilones: 6x
- Capacidade dos pilones (kg): 4 200 kg (9 260 lb)
- Bombas dos pilones: 

  - Bomba de fragmentação CBU-100
  - Bomba Mark 80 de propósito geral
  - Bomba guiada a laser Paveway
  - GBU-38, GBU-32 e GBU-54
  - Bomba Mark 77
  - B61 bomba nuclear
- Foguetes dos pilones: 19x CRV7 de 70 mm (2,76 in)
- Mísseis dos pilones: 

  - Ar-ar
    - 4x AIM-9 Sidewinder ou similar
    - 6x AIM-120 AMRAAM

  - Ar-superfície
    - 6x AGM-65 Maverick ou
    - 2x Boeing AGM-84 Harpoon
    - 2x AGM-88 HARM
- Outras cargas dos pilones: Até 4x tanques de combustíveis descartáveis de 300 US-gal (1 140 l), 330 US-gal (1 250 l) ou 370 US-gal (1 400 l)

Equipamentos de orientação
- Aviônicos: Radar Raytheon AN/APG-65
Iluminador de alvo AN/AAQ-28V